# Duguetia sessilis
Duguetia sessilis är en kirimojaväxtart som först beskrevs av José Mariano da Conceição Vellozo och som fick sitt nu gällande namn av Paulus Johannes Maria Maas.
Duguetia sessilis ingår i släktet Duguetia och familjen kirimojaväxter. Inga underarter finns listade i Catalogue of Life.